# Llista de muntanyes d'Alemanya
Llista de muntanyes d'Alemanya, ordenades alfabèticament.
| Índex A B C D E F G H I J K L M N O P Q R S T U V W X Y Z |

## F
| Muntanya | Altitud (m) | Serralada   |
| -------- | ----------- | ----------- |
| Feldberg | 1.493       | Selva Negra |
| Fellhorn | 2.038       | Alps Allgäu |

## K
| Muntanya    | Altitud (m) | Serralada |
| ----------- | ----------- | --------- |
| Krottenkopf | 2.086       |           |

## M
| Muntanya  | Altitud (m) | Serralada |
| --------- | ----------- | --------- |
| Milseburg | 835         | Rhön      |

## N
| Muntanya  | Altitud (m) | Serralada   |
| --------- | ----------- | ----------- |
| Nebelhorn | 2.224       | Alps Allgäu |

## R
| Muntanya   | Altitud (m) | Serralada         |
| ---------- | ----------- | ----------------- |
| Rösterkopf | 708         | Osburger Hochwald |

## T
| Muntanya | Altitud (m) | Serralada             |
| -------- | ----------- | --------------------- |
| Taunus   | 880         | Massís esquistós Renà |

## V
| Muntanya    | Altitud (m) | Serralada |
| ----------- | ----------- | --------- |
| Vaalserberg | 322         | Vaals     |

## Z
| Muntanya  | Altitud (m) | Serralada   |
| --------- | ----------- | ----------- |
| Zugspitze | 2.962       | Alps Bàvars |